# Enderleinphora
Enderleinphora är ett släkte av tvåvingar. Enderleinphora ingår i familjen puckelflugor.
Kladogram enligt Catalogue of Life:
| Enderleinphora | \| \| Enderleinphora fuscohalterata \| \| \| \| \| \| Enderleinphora hansoni \| \| \| \| |
|                | \| \| Enderleinphora fuscohalterata \| \| \| \| \| \| Enderleinphora hansoni \| \| \| \| |
|                | Enderleinphora fuscohalterata                                                            |
|                |                                                                                          |
|                | Enderleinphora hansoni                                                                   |
|                |                                                                                          |